# Main dans la main (chanson)
Pour les articles homonymes, voir Main dans la main.
Main dans la main est une chanson interprétée par Christophe, sortie en 1972. 
La musique est composée par Christophe, et les paroles sont signées Léonie Lousseau.

## Histoire
Après les 45 tours Mal et Mes passagères, qui ne connaissent pas un grand succès en 1971, Christophe publie le titre Main dans la main en 1972. 
Cette chanson exprimant la passion amoureuse se vend à plus de 150 000 exemplaires en France.

## Classement
| Classement (1972) | Meilleure position |
| ----------------- | ------------------ |
| Wallonie          | 14                 |
| France            | 11                 |
| Suisse            | 7                  |